# Widdersberg (Herrsching)
Widdersberg ist ein Gemeindeteil der Gemeinde Herrsching am Ammersee im oberbayerischen Landkreis Starnberg und eine Gemarkung. Bis 1972 bestand die Gemeinde Widdersberg.

## Geografie

### Lage
Das Kirchdorf Widdersberg liegt am Ostufer des Pilsensees 2,5 Kilometer nordöstlich von Herrsching und 5 Kilometer nördlich vom Kloster Andechs, im Zentrum des Fünfseenlandes auf der Höhe zwischen Ammersee und dem Starnberger See. Es besteht aus den Teilorten Alt-Widdersberg und Neuwiddersberg, hat etwa 490 Einwohner. Alt-Widdersberg liegt auf einer Hochebene, welche durch Gletscherablagerungen zwischen den beiden Haupt-Gletscherzungen des Isar-Loisach-Gletschers entstanden ist. Das erst Anfang des 20. Jahrhunderts entstandene Neuwiddersberg zieht sich vom Ufer des Pilsensees am Fuß des Höhenrückens über eine Geländerippe, in die der Weiher eingebettet ist, bis an den Rand der Hochebene hinauf.
Die Gemarkung Widdersberg hat eine Fläche von etwa 358 Hektar und liegt vollständig auf dem Gemeindegebiet von Herrsching am Ammersee.

### Gewässer
Auf der Gemarkung Widdersberg liegt der Widdersberger Weiher, der den  Moosbach aufstaut. Der Pilsensee grenzt im Westen an die Gemarkung.

## Geschichte
Die Gemeinde Widdersberg hatte 1964 eine Fläche von 357,56 Hektar und als einzigen Gemeindeteil das Kirchdorf Widdersberg. Am 1. Januar 1972 wurde die Gemeinde im Rahmen der Gebietsreform aufgelöst und nach Herrsching eingemeindet.

## Wappen
Das Wappen des Ortes symbolisiert die beiden Hügel des Burgberges mit den darübergestellten Widderhörnern.

## Sehenswürdigkeiten

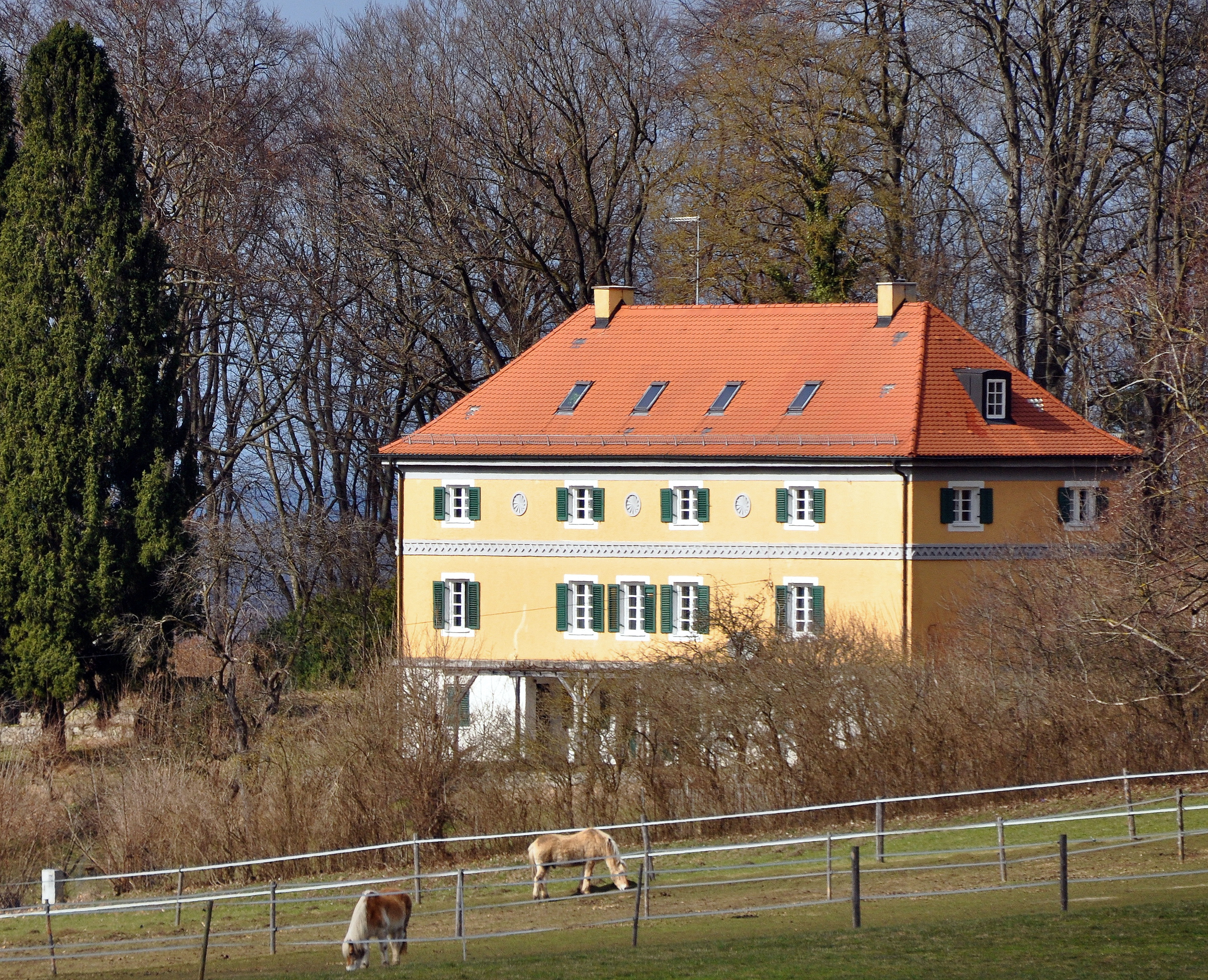
Villa Ehmcke

In der Liste der Baudenkmäler in Herrsching am Ammersee sind für Widdersberg drei Baudenkmäler aufgeführt:
- Die katholische Filialkirche St. Michael ist eine spätgotische Anlage ab 1521. Um das Jahr 1770 und im 19. Jahrhundert wurde sie verändert.
- Die Villa von Zobelitz (Burgstraße 7) ist ein eingeschossiger, neuklassizistischer Mansarddachbau mit Zwerchgiebel.
- Die Villa Ehmcke (Kirchplatz 6) ist ein langgestreckter, zweigeschossiger Walmdachbau im Stil des Neuklassizismus, erbaut 1922/24.

## Mit Widdersberg verbundene Persönlichkeiten
- Hans Baur (1897–1993), Pilot, Nationalsozialist, lebte in Widdersberg
- Helene Böhlau (1856–1940), deutsche Schriftstellerin, lebte und begraben in Widdersberg
- Fritz Helmuth Ehmcke (1878–1965), Grafiker, Schriftentwerfer, Illustrator und Buchgestalter, lebte und starb in Widdersberg
- Susanne Ehmcke (1906–1982), Kinder- und Jugendbuchschriftstellerin/-illustratorin, lebte in Widdersberg
- Wolfram Siebeck (1928–2016), deutscher Gastronomiekritiker, Journalist und Buchautor, lebte in Widdersberg